# Psorothamnus nummularius
Psorothamnus nummularius là một loài thực vật có hoa trong họ Đậu. Loài này được (M.E. Jones) S.L. Welsh mô tả khoa học đầu tiên năm 2003.